# سنتفیلد
سنتفیلد (به انگلیسی: Saintfield) یک روستا در بریتانیا است که در شهرستان داون واقع شده‌است. سنتفیلد ۳٬۳۸۱ نفر جمعیت دارد.